# John Deere 3550
Presentado en 1988 (dos años después del resto de la gama de la serie 50) y equipado de serie con 4 luces delanteras amarillas de alta y 2 de baja; 1 trasera de trabajo amarilla; dos faros rojos traseros de posición y dos de freno y 2 intermitentes de color ámbar; testigos indicadores de presión de aceite de motor, carga del alternador, restricción del filtro de aire, freno de estacionamiento colocado, luces altas encendidas, luces intermitentes encendidas; interruptor a tecla de comando electro hidráulico de la transmisión delantera; velocímetro, tacómetro y horímetro, nivel de combustible, temperatura de motor.

## Motor
- John Deere 6359 DL008
- Ciclo: Diesel cuatro tiempos
- Cilindrada (cm³): 5900
- Cilindros: 6
- Diámetro x Carrera (mm): 107 x 110
- Potencia (HP RPM): 125 @ 2300
- TDF (en HP / kW): 91.12 [93,2 kW]
- Torque (Nm RPM): 96 @ 1500
- Combustible: gas oil
- Refrigeración: agua por bomba centrífuga y termostato.
- Filtro de aceite: flujo total con válvula de derivación.
- Sistema de combustible: inyección directa rotativa

## Dimensiones
- Longitud (mm): 4670
- Ancho (mm): 2160
- Altura (mm): 2880
- Distancia al suelo (mm): 340
- Ancho máximo entre extremos de semiejes (mm): 2280

## Capacidades
- Tanque de combustible (litros): 125
- Tanque de combustible auxiliar (litros): 51
- Capacidad de aceite (litros): 11,5
- Capacidad líquido de refrigeración (litros): 19

## Frenos
- Frenos: discos húmedos en aceite de accionamiento hidráulico
- Freno de estacionamiento: manual con traba.